# Pianosonate nr. 24 (Beethoven)
Pianosonate nr. 24 in Fis, op. 78, is een pianosonate van Ludwig van Beethoven. Hij schreef de sonate in 1809. Het stuk duurt circa 8 minuten en is voor Thérèse von Brunswick geschreven.

## Onderdelen
De sonate bestaat uit twee delen:
- I Adagio cantabile-Allegro ma non troppo
- II Allegro vivace

### Adagio cantabile-Allegro ma non troppo
Dit is het eerste deel van de sonate. Het stuk begint met een 2/4 maat en gaat daarna over naar een 4/4 maat, het staat in Fis majeur. Een standaard uitvoering duurt ongeveer 5 minuten.

### Allegro vivace
Dit is het tweede en laatste deel van de sonate. Ook dit stuk heeft een 2/4 maat en staat in Fis majeur. Een standaard uitvoering duur ongeveer 3 minuten.